# شمس (راقصة)
إسمها الحقيقي آلاء محمد علي وتعرف بالوسط الفني باسم شمس هي راقصة وممثلة مصرية من اصل أردني، ولدت في يوم 11 سبتمبر 1984 مثلت في أفلام صايع بحر في 2004 وعلي سبايسي في 2005 والمش مهندس حسن في 2008 وكباريه في 2008 وإبقى قابلني في 2009 وولاد البلد في 2010 ومحترم إلا ربع في 2010 وغيرها، ومثلت في مسلسلات فرح العمدة في 2012 وكاريوكا في 2012 وبدون ذكر أسماء في 2013. حكم عليها بالإعدام في سنة 2017 بعد ان ادينت بقتل الخادمة التي كانت تعمل لديها. في 2019 خففت محكمة النقض الحكم على الراقصة إلى السجن لمدة 15 سنة

## أعمالها
- صايع بحر (فيلم) 2004
- علي سبايسي (فيلم) 2005
- كباريه (فيلم) 2008
- المش مهندس حسن (فيلم) 2008
- ابقي قابلني 2009
- ولاد البلد (فيلم) 2010
- محترم إلا ربع (فيلم) 2010
- فرح العمدة (مسلسل) 2012
- كاريوكا (مسلسل) 2012
- بدون ذكر أسماء (مسلسل) 2013
- دكتور أمراض نسا (مسلسل) 2014